# قرار مجلس الأمن التابع للأمم المتحدة رقم 1681
قرار مجلس الأمن التابع للأمم المتحدة رقم 1681، المتخذ بالإجماع في 31 مايو 2006، بعد إعادة التأكيد على جميع القرارات المتعلقة بالحالة بين إريتريا وإثيوبيا، ولا سيما القرارات 1320 (2000) و1430 (2003) و1466 (2003) و1640 (2005) و1678 (2006)، مدد المجلس ولاية بعثة الأمم المتحدة في إثيوبيا وإريتريا حتى 30 سبتمبر 2006 وخفض حجمها بمقدار الثلث.

## القرار

### أعمال
تم تمديد ولاية بعثة الأمم المتحدة في إثيوبيا وإريتريا لمدة أربعة أشهر، وفقًا للقرار، الذي وافق كذلك على إعادة تشكيل العنصر العسكري للبعثة لنشر 2300 جندي من بينهم 230 مراقباً عسكرياً؛ كان هذا انخفاضًا من 3500. كما هو الحال مع القرارات السابقة بشأن هذه المسألة، فقد طالب بالامتثال للقرار 1640 وأن توفر إثيوبيا وإريتريا الوصول والمساعدة والدعم والحماية لعمليات حفظ السلام.
وفي غضون ذلك، دعا المجلس جميع الأطراف إلى التعاون الكامل مع لجنة الحدود في عملية الترسيم. طُلب من المجتمع الدولي تقديم الدعم المستمر لبعثة الأمم المتحدة في إثيوبيا وإريتريا والمساهمات في الصندوق الاستئماني المنشأ بموجب القرار 1177 (1998).
وأخيرا، طُلب من الأمين العام تقديم معلومات مستكملة عن الوضع.

## روابط خارجية
- نص القرار في undocs.org